# Graïle
Ne doit pas être confondu avec gralla (instrument).

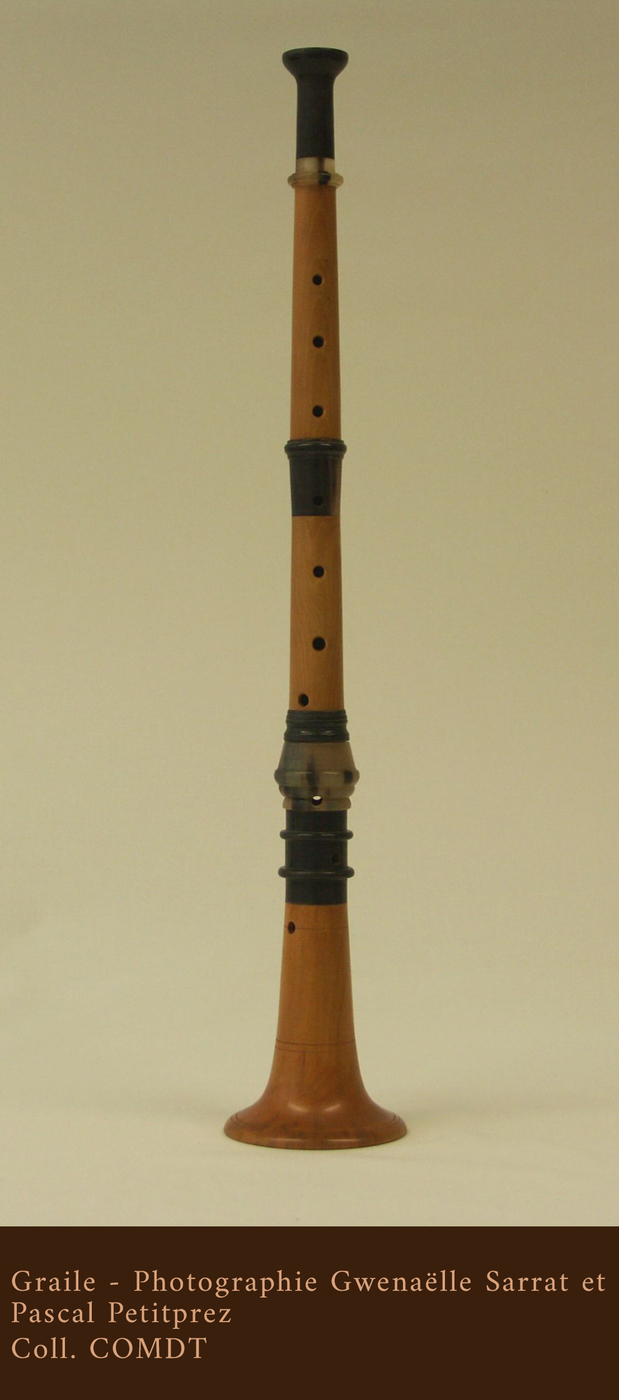
Graïle

Le graïle (en occitan graile) est un instrument de musique. Ce hautbois languedocien est joué dans les Monts de Lacaune (dans le Tarn), à ne pas confondre avec l'autboï, autre hautbois du languedoc, utilisé lui dans la plaine languedocienne entre Béziers et le Rhône.

## Facture
Cet instrument est constitué de trois parties emboîtables tournées dans du buis avec des renforts de corne.

## Jeu
Le graïle des Monts de Lacaune utilise une anche double. Elle est appelée caramelà ou carmèla.
Elles étaient plutôt carrées et étaient directement « fixées » au hautbois, sans pièce intermédiaire ni cuivret. La plupart étaient faites en roseau, mais, on en trouve aussi en buis, plume d’oie, bois de houx ou sureau
Le graïle a une tonalité plus aiguë (fa/sib) que l'autboï, son homologue de la plaine (do/fa, transpositeur sib) 